# Montbronn
Montbronn (germană Mombronn) este o comună în departamentul Moselle, Franța. În 2013 avea o populație de 1653 de locuitori.